# Haapajärvi (sjö i Finland, Norra Österbotten, lat 64,13, long 25,40)
Haapajärvi är en sjö i Finland. Den ligger i kommunen Haapavesi i landskapet Norra Österbotten, i den centrala delen av landet, 400 km norr om huvudstaden Helsingfors. Haapajärvi ligger 87,6 meter över havet. Den är 12,5 meter djup. Arean är 3,03 kvadratkilometer och strandlinjen är 11,54 kilometer lång. Sjön  ingår i Pyhäjoki älvs huvudavrinningsområde.   I omgivningarna runt Haapajärvi växer i huvudsak blandskog.
I övrigt finns följande i Haapajärvi:
- Tulkunsaari (en ö)
- Kylpyläsaari (en ö)
- Ruhansaari (en ö)